# Nicolas de Launay
Nicolas de Launay (ur. 20 września 1739 w Paryżu, zm. 2 marca 1792 tamże) – francuski rytownik i ilustrator. 
W młodym wieku został uczniem w warsztacie rytownika Louisa-Simona Lempereura. Szybko robił postępy i odnosił sukcesy w różnych gatunkach: rycinie historycznej, portrecie i krajobrazie. Był członkiem Królewskiej Duńskiej Akademii Sztuk, a w 1789 roku został przyjęty do Królewskiej Akademii Malarstwa i Rzeźby w Paryżu, następnie został mianowany rytownikiem królewskim.
W 1782 wykonał popularną rycinę na podstawie rokokowego obrazu Jean-Honoré Fragonarda Huśtawka.
Miał młodszego brata Roberta de Launaya (1749–1814), który był rytownikiem i jego uczniem.